# چرکی (اکلاهما)
چرکی(به انگلیسی: Cherokee) شهری در ایالت اکلاهما کشور ایالات متحده آمریکا است که جمعیت آن در سرشماری سال ۲۰۱۰ میلادی، ۱٬۴۹۸ نفر بوده‌است.